# 3Com
3Com — американская компания, производитель оборудования для компьютерных сетей и телефонии. Компания была основана в 1979 году Робертом Меткалфом, Говардом Чарни, Брюсом Борденом и Грэгом Шоу. Штаб-квартира находилась в городе Мальборо, штат Массачусетс. По официальной версии компании, название «3Com» образовано от трёх английских слов: «сomputers» (компьютеры), «communication» (связь) и «compatibility» (совместимость).
В апреле 2010 года компания 3Com была приобретена корпорацией Hewlett-Packard и стала частью подразделения HP Networking.

## Продукция
- Сетевые коммутаторы
- Сетевые маршрутизаторы
- Беспроводные точки доступа
- Интернет-шлюзы и брандмауэры
- Системы сетевой безопасности
- Оборудование для IP-телефонии

## Начало деятельности
В 1980-х годах 3Com производила сетевые карты для большинства компьютеров того времени, в частности для PDP-11, IBM PC и VAX. В середине 1980-х 3Com начинает позиционировать свои сетевые продукты под брендом «EtherSeries», которые представляли собой программные и аппаратные решения на основе протоколов XNS для обеспечения совместного доступа к общим ресурсам по локальной сети. Эти решения были представлены под следующими названиями: EtherShare (совместный доступ к файлам), EtherPrint (совместный доступ к печати), EtherMail (электронная почта) и Ether-3270 (эмуляция терминала).
Расширение деятельности 3Com произошло в 1987 году, когда компания объединилась с Bridge Communications. Это позволило 3Com создавать оборудование на базе процессоров Motorola 68000 и обеспечивать совместимость протоколов XNS с программным обеспечением 3Com.

## Приобретения
Первым приобретением 3Com должна была стать компания Convergent Technologies, которая специализировалась на рабочих станциях под управлением UNIX. Это должно было состояться в марте 1986 года. Однако за два дня до голосования 3Com отказалась от этой сделки. Впоследствии 3Com приобрела следующие компании:
- 1987 — Bridge Communications
- 1992 — BICC Data Networks
- 1993 — Star-Tek, Synernetics
- 1994 — Centrum, NiceCom
- 1995 — AccessWorks, Sonix Communications, Primary Access, Chipcom
- 1996 — Axon, OnStream Networks
- 1997 — U.S. Robotics[2]
- 1999 — NBX
- 2000 — Kerbango
- 2005 — TippingPoint
- 2007 — Huawei-3Com (49 % акций совместного предприятия принадлежат 3Com)